# Sergei Iwanowitsch Mossin
Sergei Iwanowitsch Mossin (russisch Серге́й Ива́нович Мо́син; * 2. Apriljul. / 14. April 1849greg. in Ramon; † 26. Januarjul. / 8. Februar 1902greg. in Tula) war ein russischer Waffenkonstrukteur und Offizier der russischen Armee.

## Leben
Mossin trat im Alter von zwölf Jahren in die Woronescher Michailow-Kadettenanstalt ein. 1867 trat er die Ausbildung in der Alexander-Militärakademie in Moskau an, die er 1870 wieder verließ, um auf die Michailow-Militär-Akademie in St. Petersburg zu wechseln. Hier spezialisierte er sich auf die Artillerie und schloss seine Ausbildung 1875 ab.
Anschließend wechselte er zum Arsenal in Tula (heute Tulaer Waffenwerk), wo seine Karriere als Waffenkonstrukteur begann. Er verbesserte zunächst das Berdan 2, das damalige Standardgewehr der russischen Infanterie und entwickelte ab 1882 ein Gewehr im neuen Kaliber 7,62 × 54 mm R, das 1891 nach kleinen Verbesserungen durch Léon Nagant, der den Patronenzuführungsmechanismus des Magazins überarbeitete, als „Dreiliniengewehr“ M1891 in die Bewaffnung der zaristischen Armee übernommen wurde. Das Gewehr wurde ständig weiter verbessert und war als M1891/30 bis zum Ende des Zweiten Weltkrieges das Standardgewehr der Roten Armee. Die Scharfschützenversion des Mosin-Nagant wurde bis in die 1970er-Jahre in verschiedenen Armeen eingesetzt und wird bis heute von Sportschützen und Jägern benutzt.